# Ganako
Ganako ist ein Verwaltungsbezirk (Ward) des Distrikts Karatu in der tansanischen Region Arusha.

## Geografie
Ganako liegt im Norden von Tansania etwas über 100 Kilometer westlich der Regionshauptstadt Arusha am südöstlichen Abhang des Ngorongoro-Kraters. Der Bezirk grenzt im Norden an die Bezirke Ngorongoro und Nainokanoka des Distrikts Ngorongoro, im Osten an Rhotia, im Süden an Karatu und Qurus, im Südwesten an Daa und im Westen an Oldeani.
Ganako hat eine Fläche von 64 Quadratkilometern. Bei der Volkszählung 2022 lebten hier 20.350 Menschen in 4781 Haushalten.

## Gliederung
Der Bezirk besteht aus 14 Stadtteilen beziehungsweise Orten (Kitongoji):
- Ayalabe Magharibi
- Ayalabe Kusini
- Ayalabe Kaskazini
- Ayalabe Mashariki
- Kiwandani
- Sabato
- Tloma
- Kambi ya Nyoka
- Kilimani Mashamba
- Huduma
- Kilimani
- Ganako
- Haymu
- Ngorongoro

## Wirtschaft und Infrastruktur
- Gesundheit: Im Bezirk liegen drei staatliche Apotheken, je eine in Ayalabe,[7] Tloma[8] und Huduma.[9]
- Bildung: Die Ganako Secondary School ist eine weiterführende staatliche Schule. Sie bietet auch Internatsplätze und eine Ausbildung bis zur 6. Stufe an.[10] Die Black Rhino Academy ist eine internationale Internatsschule mit Grundschule und weiterführender Schule.[11]
- Verkehr: Durch den Bezirk verläuft die asphaltierte Nationalstraße T17, die von Arusha nach Ngorongoro und weiter nach Musoma führt.[12]
- Unterkunft: Durch die verkehrsgünstige Lage nahe dem Ngorongoro-Krater und dem Serengeti-Nationalpark gibt es eine große Anzahl von Hotels in Ganako.[13]